# Gare de Tronsanges
Gare de Tronsanges vasútállomás Franciaországban, Tronsanges településen.

## Vasútvonalak
Az állomást az alábbi vasútvonalak érintik:
- Moret–Lyon-vasútvonal

## Kapcsolódó állomások
A vasútállomáshoz az alábbi állomások vannak a legközelebb:
- Gare de La Marche (Gare de Moret - Veneux-les-Sablons)
- Gare de Pougues-les-Eaux (Lyon-Perrache pályaudvar)